# Cyrto-hypnum ciliatum
Cyrto-hypnum ciliatum là một loài rêu trong họ Thuidiaceae. Loài này được (Mitt.) S.P. Churchill & E. Linares mô tả khoa học đầu tiên năm 1995.